# Dracula houtteana
Dracula houtteana es una especie de orquídea epifita. Esta especie se distribuye en Colombia.

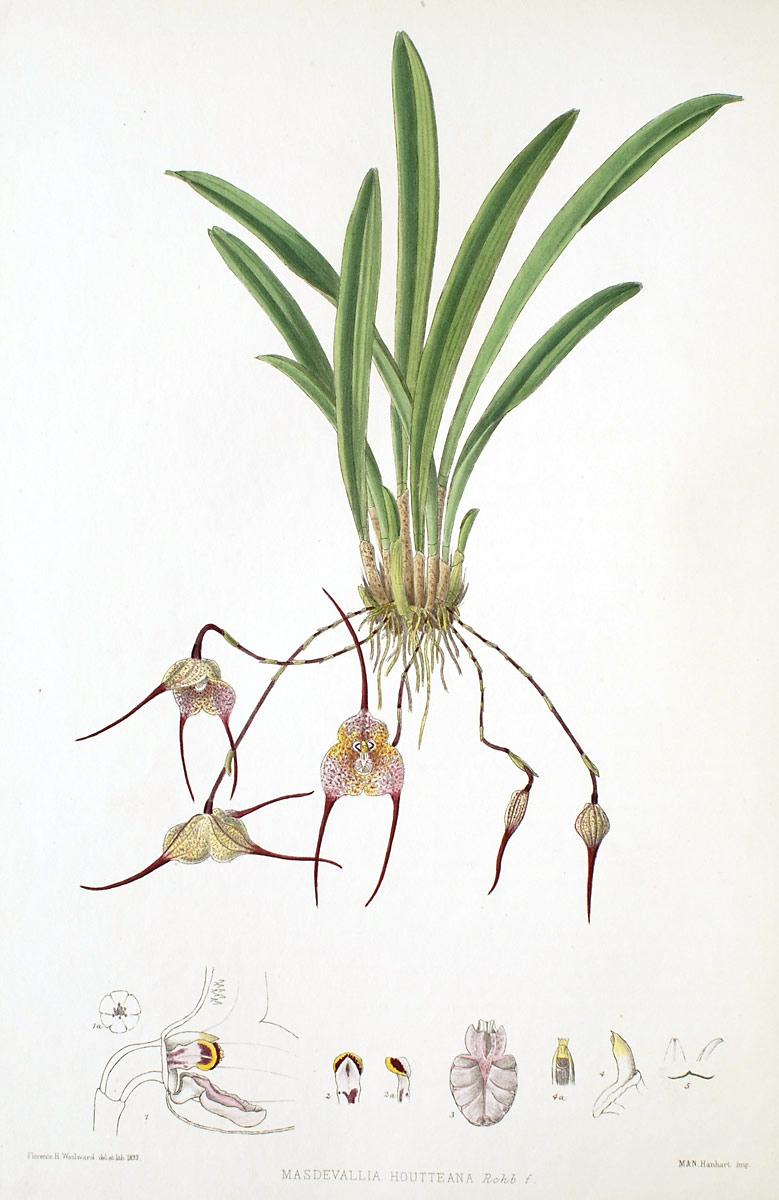
Dracula houtteana
placa en:
Florence H. Woolward
The Genus Masdevallia
(1896)

## Descripción
Es una orquídea de tamaño pequeño, con hábito de epifita y con ramicaules erguidos, que están envuelto basalmente por 2-3 vainas sueltas, tubulares y que llevan una sola hoja, apical, erecta, delgadamente coriácea, carinada, angostamente elíptica obovada, aguda, cuneada estrechamente en la  base conduplicada. Florece en la primavera y el otoño en una inflorescencia de 10 cm de largo, delgada, púrpura, postrada, floja, con sucesivamente 1-6 flores que surgen de la parte baja en el ramicaule.

## Distribución y hábitat
Se encuentra en Antioquia, Chocó, Risaralda, Tolima y Cundinamarca en Colombia a elevaciones de 1320 a 2400 metros.     

## Taxonomía
Dracula houtteana fue descrita por (Rchb.f.) Luer   y publicado en Selbyana 2: 195. 1978.
Etimología
Dracula: nombre genérico que deriva del latín y significa: "pequeño dragón", haciendo referencia al extraño aspecto que presenta con dos largas espuelas que salen de los sépalos.
houtteana; epíteto otorgado en honor del botánico belga Louis Benoît Van Houtte.
Sinonimia
- Masdevallia houtteana Rchb.f. (Basionym)
- Masdevallia callifera Schltr.
- Masdevallia carderiopsis F.Lehm. & Kraenzl.
- Masdevallia mosquerae (Kraenzl.) F.Lehm. & Kraenzl.
- Masdevallia carderi var. mosquerae Kraenzl.
- Dracula callifera (Schltr.) Luer
- Dracula carderiopsis (F.Lehm. & Kraenzl.) Luer
- Dracula mosquerae (F.Lehm. & Kraenzl.) Luer[3][4]